# Stormfloden i Nordsøen 1953
Stormfloden i Nordsøen 1953 var en kombination af en springflod og en stærk storm fra nordvest som ramte kysten af Holland, England, Belgien, Frankrig og Danmark natten mellem 31. januar og 1. februar 1953. Oversvømmelserne ramte primært Holland, Belgien og de britiske øer.
Totalt døde 2385 mennesker; 1836 i Holland, 18 i Vestflandern i Belgien, 307 i England, 19 i Skotland og 224 på havet, da flere trawlere og desuden færgen MV Princess Victoria gik ned med 133 mennesker. Princess Victoria sank i Nordkanalen mellem Skotland og Nordirland.
De sydlige dele af Nederlandene, særlig Zeeland, Zuid-Holland og Noord-Brabant blev i særlig grad ramt, da mange diger brast, hvilket førte til omfattende oversvømmelser.
Stormen fra nordvest havde en gennemsnitlig styrke på 97 km/t med vindstød på op til 144 km/t, og sørgede sammen med springfloden for at vandet i Nordsøen klokken 3:24 nåede en rekordhøjde på 4,55 m over NAP ved Vlissingen.

## Katastrofens udvikling
| Dato       | Tid           | Hændelse | Tryk  |
| ---------- | ------------- | --- | ----- |
| 30. januar | Morgentimerne | Et lille lavtryk syd for Island udvikler sig hurtigt og bevæger sig østover, efter dette ligger et stormfelt | 996mb |
| 30. januar | 18.00         | Lavtrykket ligger ved Færøerne                                                                               | 980mb |
| 31. januar | 10.00         | Holland varsles om højvande, men ikke samordnet med Storbritannien                                           |       |
| 31. januar | 11.30         | England (Dunstable) udsender advarsel om usædvanlig stærk vind                                               |       |
| 31. januar | 12.00         | Lavtrykket ligger over Nordsøen                                                                              | 968mb |
| 31. januar | 13.45         | MV Princess Victoria går ned øst for Belfast, 133 omkommer                                                   |       |
| 31. januar | 17.00         | Over seks meter høje bølger i Lincolnshire                                                                   |       |
| 1. februar | 12.00         | Lavtrykket har flyttet sig til Nordtyskland                                                                  | 984mb |